# یوپاتریوم
یوپاتریوم (نام علمی: Eupatorium) نام یک سرده از زیرخانواده کاسنیان آستروئیده است.